# Parafia św. Stanisława Kostki w Rostkowie
Parafia pw. Św. Stanisława Kostki w Rostkowie – parafia należąca do dekanatu przasnyskiego, diecezji płockiej, metropolii warszawskiej. Erygowana 20 sierpnia 1967 r. przez biskupa Bogdana Sikorskiego w czasie uroczystości 400-lecia śmierci św. Stanisława Kostki. Siedziba parafii mieści się w Rostkowie.

## Historia
W 1479 roku Jan Kostka, stolnik ciechanowski, rozpoczął pierwsze starania o utworzenie parafii w Rostkowie. W 1488 roku powstała pierwsza drewniana kapliczka, na której to postawienie zgodę wydał biskup Piotr z Chodkowa.
W 1726 roku Rostkowo weszło w posiadanie jezuitów. Za ich czasów kaplica kryjąca od 1774 roku relikwię świętego młodzieńca zaczęła popadać w ruinę na skutek wygasania kultu św. Stanisława Kostki i obojętności parafian wobec kaplicy w Rostkowie. W związku z tym jezuici zostali zmuszeni do opuszczenia Rostkowa w 1773 roku, a ona sama stała się filią kościoła parafialnego w Przasnyszu. W 1813 roku w kaplicy przestano odprawiać Msze Święte. 7 lat później z powodu ryzyka zawalenia zamknięto ją, a część wyposażenia przeniesiono w 1830 roku do kościoła Świętego Ducha w Przasnyszu. W 1860 roku decyzją konsystorza płockiego władze państwowe nakazały parafii przasnyskiej kaplicę rozebrać.
Obecnie istniejący neogotycki kościół został wybudowany w latach 1895 - 1900 z inicjatywy Agnieszki Helwich. W 1967 roku podczas erygowania parafii gośćmi specjalnymi byli prymas Stefan Wyszyński i kardynał Karol Wojtyła. W 2000 roku kościół parafialny w Rostkowie został ustanowiony sanktuarium diecezjalnym Św. Stanisława Kostki, patrona dzieci i młodzieży.

## Galeria zdjęć

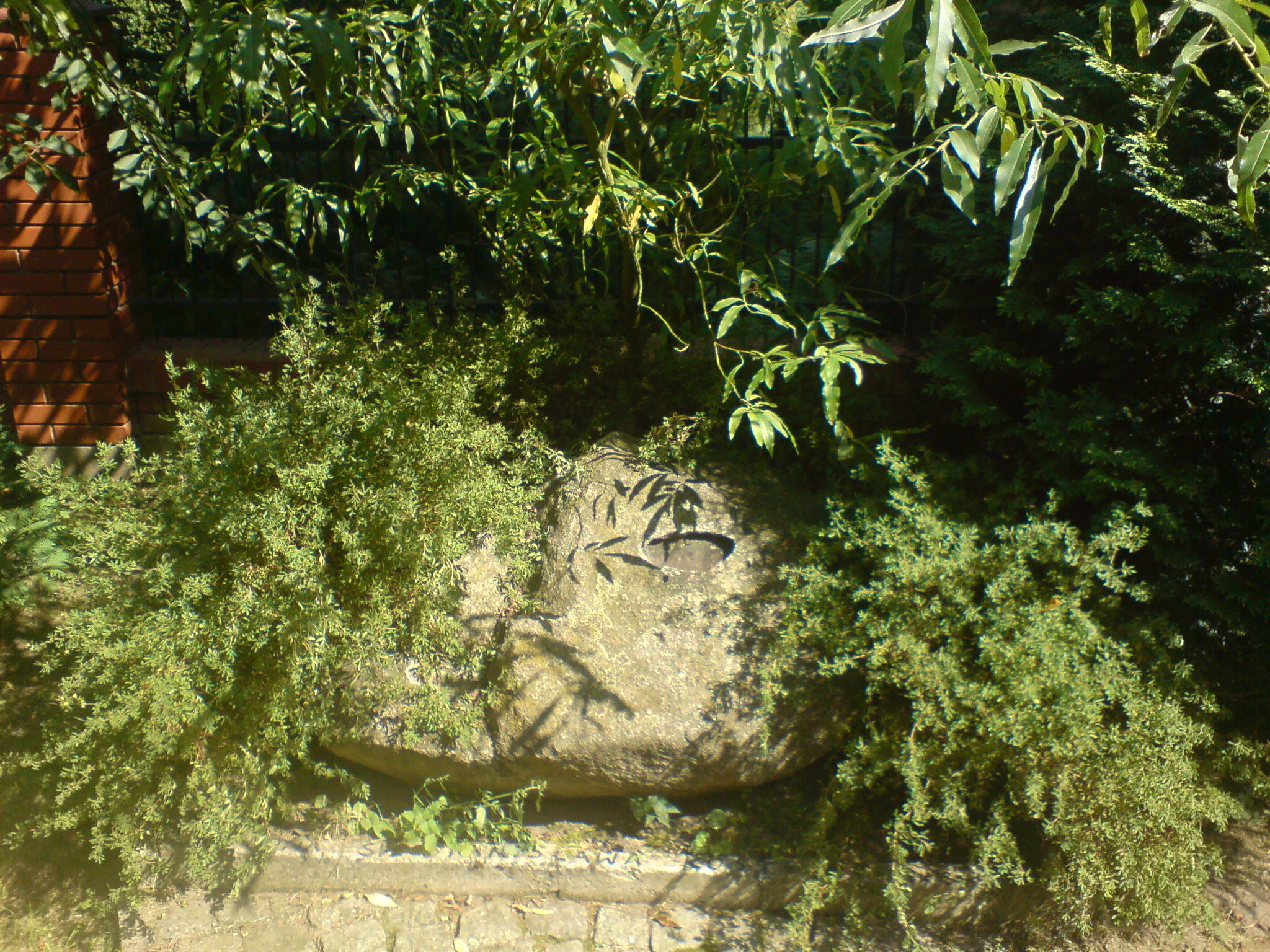
Odciśnięta stopa w kamieniu, którą według tradycji pozostawił św. Stanisław Kostka w Rostkowie.
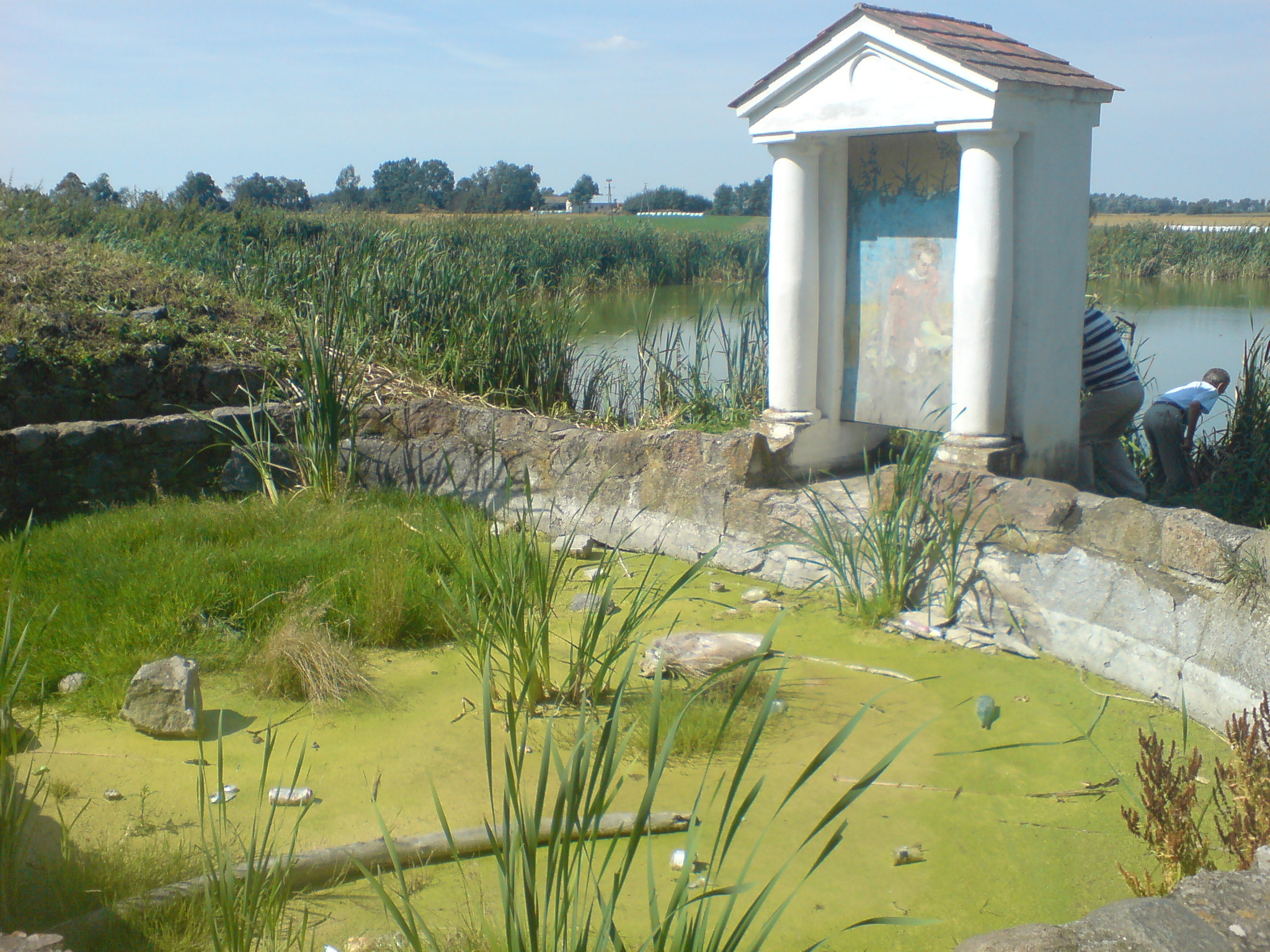
Staw w Rostkowie nad którym według tradycji św. Stanisław modląc się uciszył żaby.
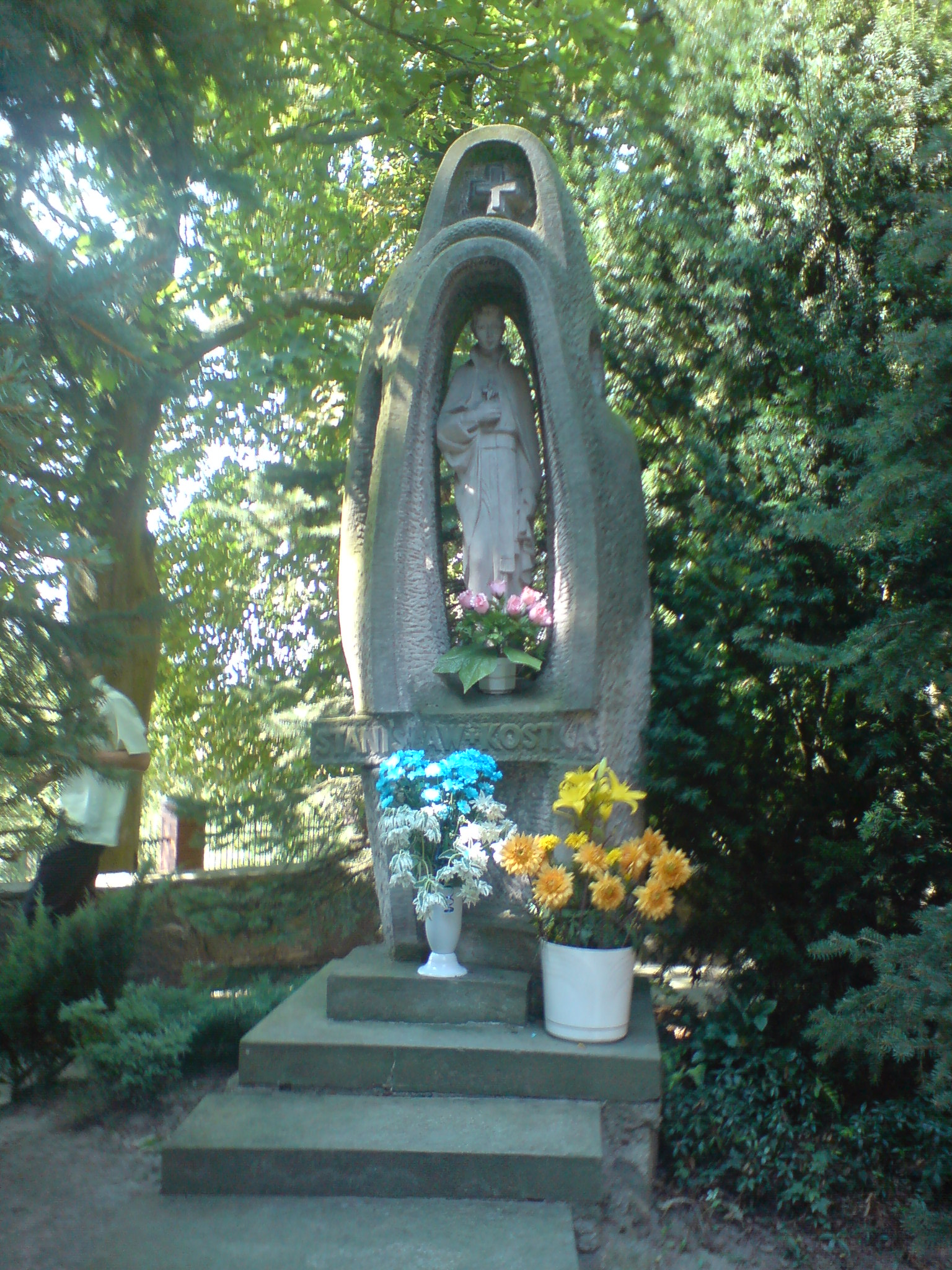
Figurka św. Stanisława w Rostkowie.
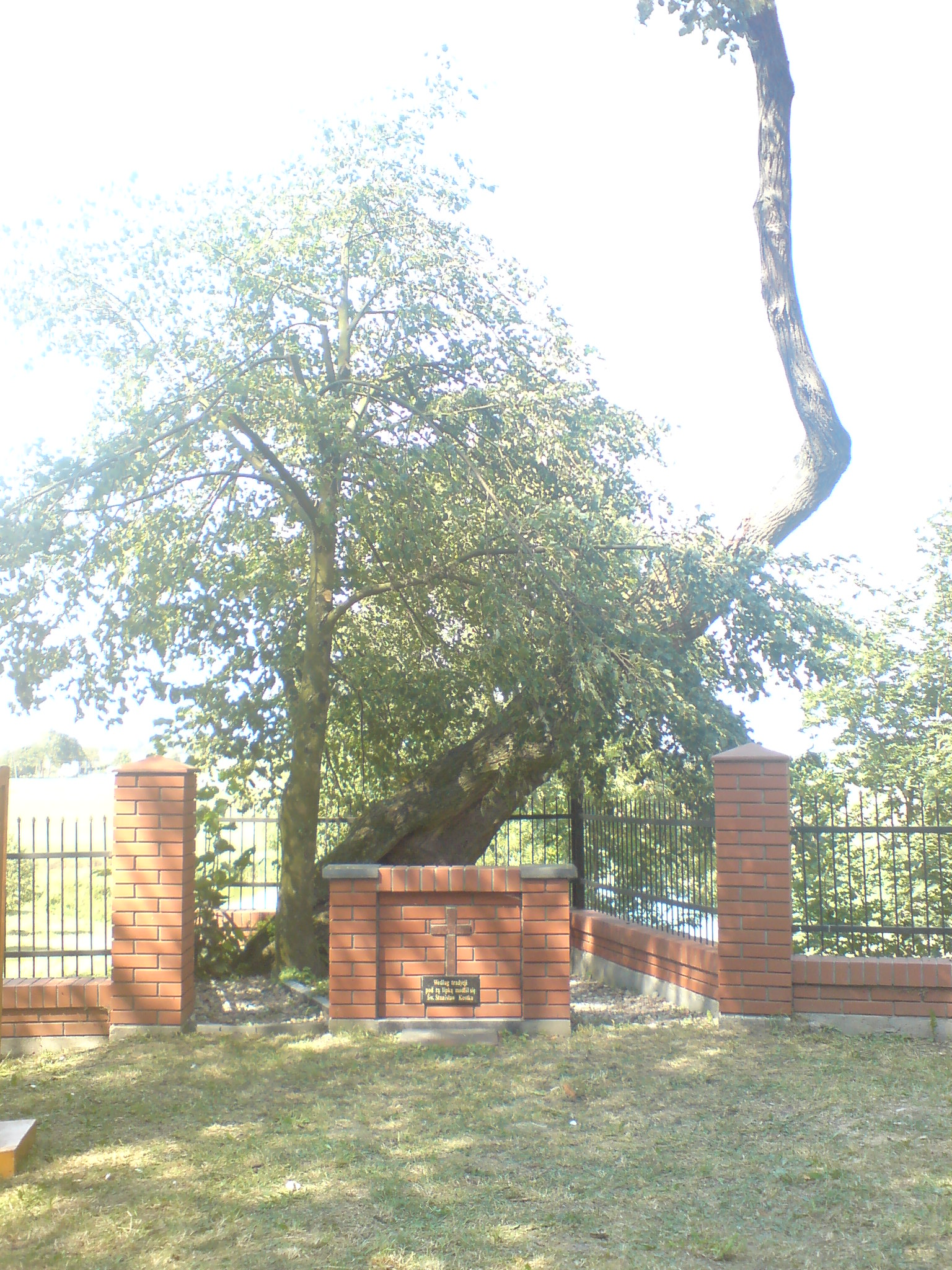
Lipa w Rostkowie, pod którą według tradycji modlił się św. Stanisław.